# Sjoemen (oblast)
Sjoemen (Bulgaars: Област Шумен; Turks: Şumnu ili) is een oblast in het noordoosten van Bulgarije. De hoofdstad is het gelijknamige Sjoemen en de oblast heeft 172.355 inwoners (2018).

## Bevolking
De oblast telt 174.476 inwoners in het jaar 2016. Net als alle andere Bulgaarse provincies (op de hoofdstad Sofia na) daalt het aantal inwoners in Sjoemen gestaag.

### Bevolkingsontwikkeling
| Jaar           | 1946    | 1956    | 1965    | 1975    | 1985    | 1992    | 2001    | 2011    | 2016    |
| per gemeente   | 219.915 | 222.837 | 243.416 | 253.437 | 254.835 | 220.320 | 204.378 | 180.528 | 174.476 |
| -------------- | ------- | ------- | ------- | ------- | ------- | ------- | ------- | ------- | ------- |
| Sjoemen        | 65.516  | 73.224  | 89.613  | 106.421 | 119.285 | 110.170 | 104.456 | 93.649  | 89.092  |
| Novi Pazar     | 20.759  | 22.527  | 24.293  | 25.685  | 24.843  | 20.985  | 19.559  | 16.879  | 16.405  |
| Veliki Preslav | 17.026  | 17.989  | 21.092  | 21.565  | 20.028  | 17.682  | 16.276  | 13.382  | 12.575  |
| Kaolinovo      | 20.652  | 20.917  | 22.364  | 20.916  | 19.424  | 13.556  | 12.544  | 12.093  | 12.551  |
| Varbitsa       | 17.161  | 15.026  | 14.744  | 14.116  | 13.594  | 11.841  | 11.249  | 10.391  | 10.382  |
| Kapitsjan      | 13.554  | 13.119  | 13.355  | 12.612  | 11.490  | 10.483  | 9.808   | 7.976   | 7.550   |
| Venets         | 15.546  | 14.355  | 15.161  | 14.329  | 13.212  | 9.438   | 8.042   | 7.137   | 7.084   |
| Chitrino       | 18.741  | 17.442  | 16.440  | 14.889  | 12.523  | 8.219   | 7.045   | 6.223   | 6.516   |
| Nikola Kozlevo | 13.536  | 12.529  | 12.465  | 11.151  | 9.967   | 8.427   | 7.157   | 6.100   | 6.135   |
| Smjadovo       | 17.424  | 15.709  | 13.889  | 11.753  | 10.469  | 9.519   | 8.242   | 6.698   | 6.186   |

#### Demografische indicatoren
Het aantal geboortes bereikte in 2016 een dieptepunt: er werden in dat jaar in totaal 1568 kinderen geboren. Het geboortecijfer bedraagt 9,0 per duizend inwoners. Het aantal sterftegevallen bedroeg in dezelfde periode 2548, ofwel ruim 14,6 per duizend inwoners. In totaal verloor Sjoemen bijna duizend inwoners aan een negatief geboortesurplus, ofwel −5,6‰. Het geboortesurplus op het platteland (−8,1‰) is tweemaal lager vergeleken met het geboortesurplus in steden (−4,0‰).

#### Etnische structuur
De oblast bestaat voor 59% uit Bulgaren, 30% uit Turken en 8% uit Roma/zigeuners. In vijf gemeenten vormen Bulgaren de meerderheid en in de overige vijf gemeenten vormen de Turken de meerderheid. De Roma vormen een significant minderheid in de gemeente Varbitsa en in de gemeente Nikola Kozlevo. De Bulgaren wonen voornamelijk in stedelijke gebieden, terwijl de Turken en Roma voornamelijk in dorpen op het platteland wonen.
| Etnische groep | Bulgaren | Turken | Roma  | anders |
| naar gemeente  | 59,2%    | 30,2%  | 8,2%  | 2,4%   |
| -------------- | -------- | ------ | ----- | ------ |
| Sjoemen        | 78,7%    | 15,1%  | 4,6%  | 1,6%   |
| Veliki Preslav | 65,0%    | 25,2%  | 7,7%  | 2,1%   |
| Kaolinovo      | 6,3%     | 77,6%  | 14,5% | 1,6%   |
| Varbitsa       | 9,3%     | 56,8%  | 24,7% | 9,2%   |
| Novi Pazar     | 62,9%    | 25,1%  | 11,0% | 1,0%   |
| Kaspitsjan     | 67,3%    | 14,6%  | 12,6% | 5,5%   |
| Venets         | 1,9%     | 89,0%  | 7,9%  | 1,2%   |
| Hitrino        | 15,0%    | 83,9%  | 0,4%  | 0,7%   |
| Nikola Kozlevo | 22,9%    | 50,8%  | 20,7% | 5,6%   |
| Smjadovo       | 65,7%    | 26,4%  | 6,6%  | 1,3%   |

#### Religie
In de volkstelling van 2011 was bijna 55 procent lid van de Bulgaars-Orthodoxe Kerk en ongeveer 34 procent van de bevolking was moslim. De gemeenten Venets en Kaolinovo hebben zelfs een van de hoogste percentage moslims in de Europese Unie.
| Religieuze samenstelling | Bulgaars-Orthodoxe Kerk | Islam | niet-religieus | geen antwoord |
| per gemeente             | 54,9%                   | 33,9% | 2,9%           | 8,3%          |
| ------------------------ | ----------------------- | ----- | -------------- | ------------- |
| Sjoemen                  | 72,9%                   | 14,5% | 3,7%           | 8,9%          |
| Veliki Preslav           | 60,7%                   | 26,9% | 3,1%           | 9,3%          |
| Kaolinovo                | 5,1%                    | 90,1% | 0,6%           | 4,2%          |
| Varbitsa                 | 8,4%                    | 74,5% | 1,0%           | 16,1%         |
| Novi Pazar               | 60,4%                   | 30,5% | 2,5%           | 6,6%          |
| Kaspitsjan               | 68,6%                   | 18,2% | 4,3%           | 8,8%          |
| Venets                   | 1,2%                    | 95,1% | 0,2%           | 3,5%          |
| Hitrino                  | 12,7%                   | 83,6% | 1,4%           | 2,3%          |
| Nikola Kozlevo           | 25,1%                   | 67,1% | 1,1%           | 6,7%          |
| Smjadovo                 | 61,9%                   | 23,7% | 5,1%           | 9,3%          |

#### Leeftijdsstructuur
Eind 2016 was zo'n 20,4 procent van de bevolking 65 jaar of ouder, terwijl dit percentage in 2002 nog zo'n 15,5 procent van de bevolking bedroeg. 
| Leeftijdsopbouw van de respondenten op de volkstelling van 2011 in oblast Sjoemen | Leeftijdsopbouw van de respondenten op de volkstelling van 2011 in oblast Sjoemen | Leeftijdsopbouw van de respondenten op de volkstelling van 2011 in oblast Sjoemen | Leeftijdsopbouw van de respondenten op de volkstelling van 2011 in oblast Sjoemen | Leeftijdsopbouw van de respondenten op de volkstelling van 2011 in oblast Sjoemen | Leeftijdsopbouw van de respondenten op de volkstelling van 2011 in oblast Sjoemen | Leeftijdsopbouw van de respondenten op de volkstelling van 2011 in oblast Sjoemen | Leeftijdsopbouw van de respondenten op de volkstelling van 2011 in oblast Sjoemen | Leeftijdsopbouw van de respondenten op de volkstelling van 2011 in oblast Sjoemen | Leeftijdsopbouw van de respondenten op de volkstelling van 2011 in oblast Sjoemen | Leeftijdsopbouw van de respondenten op de volkstelling van 2011 in oblast Sjoemen | Leeftijdsopbouw van de respondenten op de volkstelling van 2011 in oblast Sjoemen | Leeftijdsopbouw van de respondenten op de volkstelling van 2011 in oblast Sjoemen | Leeftijdsopbouw van de respondenten op de volkstelling van 2011 in oblast Sjoemen | Leeftijdsopbouw van de respondenten op de volkstelling van 2011 in oblast Sjoemen | Leeftijdsopbouw van de respondenten op de volkstelling van 2011 in oblast Sjoemen | Leeftijdsopbouw van de respondenten op de volkstelling van 2011 in oblast Sjoemen | Leeftijdsopbouw van de respondenten op de volkstelling van 2011 in oblast Sjoemen | Leeftijdsopbouw van de respondenten op de volkstelling van 2011 in oblast Sjoemen |
| --------------------------------------------------------------------------------- | --------------------------------------------------------------------------------- | --------------------------------------------------------------------------------- | --------------------------------------------------------------------------------- | --------------------------------------------------------------------------------- | --------------------------------------------------------------------------------- | --------------------------------------------------------------------------------- | --------------------------------------------------------------------------------- | --------------------------------------------------------------------------------- | --------------------------------------------------------------------------------- | --------------------------------------------------------------------------------- | --------------------------------------------------------------------------------- | --------------------------------------------------------------------------------- | --------------------------------------------------------------------------------- | --------------------------------------------------------------------------------- | --------------------------------------------------------------------------------- | --------------------------------------------------------------------------------- | --------------------------------------------------------------------------------- | --------------------------------------------------------------------------------- |
| Leeftijdscategorie                                                                | Totaal                                                                            | 0 – 9                                                                             | 10 - 19                                                                           | 20 - 29                                                                           | 30 - 39                                                                           | 40 - 49                                                                           | 50 - 59                                                                           | 60 - 69                                                                           | 70 - 79                                                                           | 80+                                                                               |                                                                                   |                                                                                   |                                                                                   |                                                                                   |                                                                                   |                                                                                   |                                                                                   |                                                                                   |
| Absolute aantal in 2016                                                           | 174.476                                                                           | 16.500                                                                            | 16.395                                                                            | 20.111                                                                            | 23.012                                                                            | 26.363                                                                            | 24.441                                                                            | 24.622                                                                            | 15.654                                                                            | 7.378                                                                             |                                                                                   |                                                                                   |                                                                                   |                                                                                   |                                                                                   |                                                                                   |                                                                                   |                                                                                   |
| Absolute aantal in 2002                                                           | 201.890                                                                           | 19.256                                                                            | 28.030                                                                            | 29.577                                                                            | 28.093                                                                            | 27.762                                                                            | 27.064                                                                            | 21.561                                                                            | 15.772                                                                            | 4.775                                                                             |                                                                                   |                                                                                   |                                                                                   |                                                                                   |                                                                                   |                                                                                   |                                                                                   |                                                                                   |
| Etnische samenstelling per leeftijdscategorie                                     |                                                                                   |                                                                                   |                                                                                   |                                                                                   |                                                                                   |                                                                                   |                                                                                   |                                                                                   |                                                                                   |                                                                                   |                                                                                   |                                                                                   |                                                                                   |                                                                                   |                                                                                   |                                                                                   |                                                                                   |                                                                                   |
| Bulgaren (%)                                                                      | 59,2                                                                              | 45,5                                                                              | 48,0                                                                              | 53,1                                                                              | 56,6                                                                              | 59,3                                                                              | 63,2                                                                              | 66,9                                                                              | 73,1                                                                              | 78,3                                                                              |                                                                                   |                                                                                   |                                                                                   |                                                                                   |                                                                                   |                                                                                   |                                                                                   |                                                                                   |
| Turken (%)                                                                        | 30,2                                                                              | 31,5                                                                              | 36,0                                                                              | 33,4                                                                              | 33,2                                                                              | 31,8                                                                              | 28,5                                                                              | 27,1                                                                              | 23,0                                                                              | 19,2                                                                              |                                                                                   |                                                                                   |                                                                                   |                                                                                   |                                                                                   |                                                                                   |                                                                                   |                                                                                   |
| Roma/zigeuners (%)                                                                | 8,2                                                                               | 17,6                                                                              | 13,6                                                                              | 11,1                                                                              | 8,1                                                                               | 7,0                                                                               | 6,2                                                                               | 4,3                                                                               | 2,7                                                                               | 1,2                                                                               |                                                                                   |                                                                                   |                                                                                   |                                                                                   |                                                                                   |                                                                                   |                                                                                   |                                                                                   |

## Gemeenten
| - Sjoemen - Kaolinovo - Kaspitsjan - Chitrino - Nikola Kozlevo |  | - Novi Pazar - Smjadovo - Varbitsa - Veliki Preslav - Venets |

Blagoevgrad · Boergas · Chaskovo · Dobritsj · Gabrovo · Jambol · Kjoestendil · Kardzjali · Lovetsj · Montana · Pazardzjik · Pernik · Pleven · Plovdiv · Razgrad · Roese · Silistra · Oblast Sofia · Sofia-Hoofdstad · Sjoemen · Sliven · Smoljan · Stara Zagora · Targovisjte · Varna · Veliko Tarnovo · Vidin · Vratsa